# Cionidae
Cionidae es una familia de ascidias tunicados en el orden Enterogona. Que describe un grupo de animales marinos.

## Géneros
Según The World Register of Marine:
- Araneum
- Ciona
- Tantillulum